# Benoît Textor
Benoît (Benedictus) Textor, né à Pont-de-Vaux est un médecin français du XVIe siècle versé dans les études d'histoires naturelle et d'ornithologie.

## Biographie

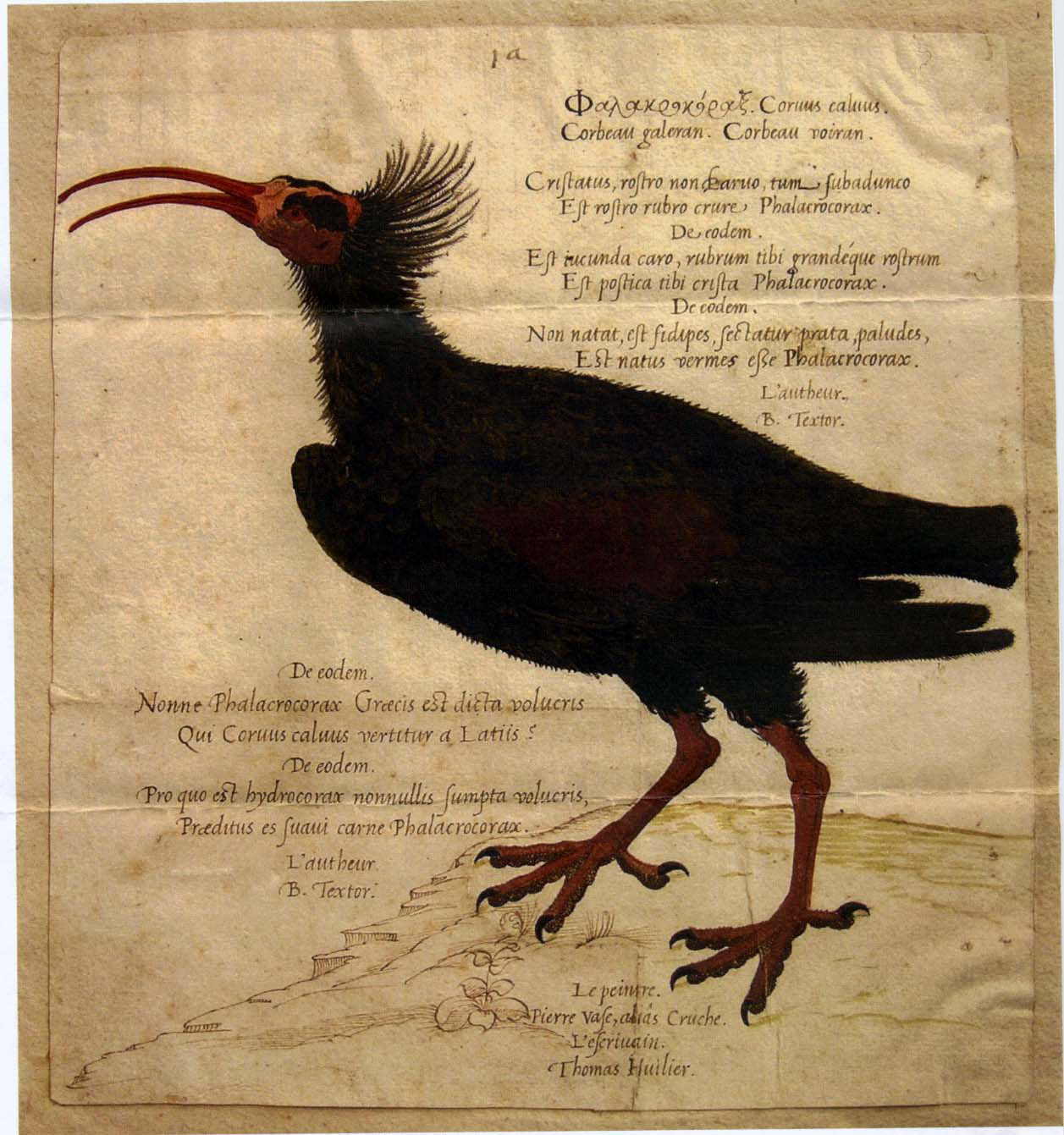
Ibis chauve (Geronticus Eremita), vers 1548-1555, illustré par Pierre Vase/Eskich, inscrit au bas des colonnes de texte en latin : L'autheur / B. Textor collection du New-York Historical Society

Benoît Textor nait dans les années 1520 à Pont-de-Vaux, en Bresse, près de Lyon,. Il s'installe à Mâcon, puis en 1542 à Neuchâtel et en 1543 à Genève avant de poursuivre ses déplacements.
Le 11 mars 1546 il déclare dans un document officiel que Genève est «la ville où je demeure» . Il est médecin et publie sur des sujets médicaux. C'est un ami de Jean Calvin, qui lui dédicace son commentaire de la deuxième épître de Paul aux Thessaloniciens en 1550,.
C’est également un ami de Pierre Viret. En 1551 il écrit un texte intitulé « Le testament et la mort de la femme de Pierre Viret » qu’il fait imprimer à Genève par les soins de Jean Girard, qui est à l’origine d’un procès, et également d’une polémique qui nous est peu claire: tous les exemplaires ont été détruits par la justice genevoise.  
Textor est une autorité en matière d'oiseau. Il s’attache à répertorier de nouvelles espèces tout en développant des techniques d'observation, en correspondant et en échangeant des spécimens au sein de la communauté internationale. Il possède des volières. 
Dans les années 1540 il participe à un large projet ornithologique pour un riche commanditaire français, dont garde trace la New-York Historical Society. Il collabore comme auteur avec Jean Tagaut, médecin et mathématicien protestant, Parisien résident à Genève, et une autorité non identifié du nom de Vannelles. Le calligraphe est Thomas Huilier. Les artistes sont Pierre Eskrich, Michel Petit et Isaac La Grese.  
Son épouse se nomme Idelette. Il a pour fils Claude, qui s'intéresse lui aussi à l'ornithologie et poursuit les études de son père, ainsi que Vincent, écrivain et réformateur à Mâcon, présent à l'académie de Genève en 1559.
Il meurt sans doute en 1565 lors d'une résurgence d'une épidémie de peste.